# Sébastien Pichot
Sébastien Pichot (* 26. Dezember 1981 in Bourg-Saint-Maurice) ist ein ehemaliger französischer Skirennläufer. Seine größten Erfolge feierte er im Riesenslalom und in der Kombination.

## Karriere
Die ersten internationalen FIS-Rennen bestritt Pichot im Dezember 1996. Im Europacup ging er erstmals im Januar 2001 an den Start und fuhr bisher fünfmal auf das Podest. Sein Debüt im Weltcup hatte Pichot am 14. Dezember 2003 im Riesenslalom auf der Gran Risa in Alta Badia, wo er sich aber nicht für den zweiten Lauf qualifizieren konnte. In den nächsten Jahren folgten nur sehr wenige Einsätze im Weltcup.
Seit der Saison 2007/08 startet der Franzose regelmäßig im Weltcup. Am 16. Dezember 2007 gewann er im Riesenslalom von Alta Badia mit Rang 27 die ersten Punkte. Sein zunächst bestes Weltcupergebnis erreichte er am 11. Dezember 2009 mit Rang 13 in der Super-Kombination von Val-d’Isère. Wegen eines Muskelrisses im rechten Oberschenkel, den er während eines Trainings am 9. Oktober 2010 in der Schweiz erlitten hatte, musste Pichot im gesamten Winter 2010/11 pausieren. In der folgenden Saison 2011/12 egalisierte Pichot mit zwei 13. Plätzen im Riesenslalom von Alta Badia und in der Hahnenkamm-Kombination von Kitzbühel sein bestes Weltcupresultat.
Weitere nennenswerte Ergebnisse blieben aus und so beendete Pichot nach der Saison 2013/14 seine Karriere.

## Erfolge

### Weltcup
- 4 Platzierungen unter den besten 15

### Weltcupwertungen
| 2007/08 | 140.                                | 4                                   | –                                   | –                                   | 56.                                 | 4                                   | –                                   | –                                   |                                     |                                     |                                     |                                     |                                     |                                     |
| 2008/09 | 105.                                | 29                                  | -                                   | -                                   | 42.                                 | 14                                  | 32.                                 | 15                                  |                                     |                                     |                                     |                                     |                                     |                                     |
| 2009/10 | 81.                                 | 63                                  | 48.                                 | 7                                   | 48.                                 | 9                                   | 24.                                 | 47                                  |                                     |                                     |                                     |                                     |                                     |                                     |
| 2010/11 | verletzungsbedingt keine Ergebnisse | verletzungsbedingt keine Ergebnisse | verletzungsbedingt keine Ergebnisse | verletzungsbedingt keine Ergebnisse | verletzungsbedingt keine Ergebnisse | verletzungsbedingt keine Ergebnisse | verletzungsbedingt keine Ergebnisse | verletzungsbedingt keine Ergebnisse | verletzungsbedingt keine Ergebnisse | verletzungsbedingt keine Ergebnisse | verletzungsbedingt keine Ergebnisse | verletzungsbedingt keine Ergebnisse | verletzungsbedingt keine Ergebnisse | verletzungsbedingt keine Ergebnisse |
| 2011/12 | 84.                                 | 64                                  | -                                   | -                                   | 38.                                 | 20                                  | 22.                                 | 44                                  |                                     |                                     |                                     |                                     |                                     |                                     |
| 2012/13 | 117.                                | 115                                 | -                                   | -                                   | -                                   | -                                   | 20.                                 | 15                                  |                                     |                                     |                                     |                                     |                                     |                                     |

### Europacup
- Saison 2006/07: 9. Gesamtrang, 6. Riesenslalomwertung
- Saison 2007/08: 7. Super-G-Wertung
- Insgesamt 5 Podestplätze

### Juniorenweltmeisterschaften
- Verbier 2001: 27. Riesenslalom

### Weitere Erfolge
- Französischer Vizemeister im Riesenslalom 2008, im Super-G 2010 sowie in der Super-Kombination 2009 und 2010
- Französischer Juniorenmeister im Riesenslalom 2001
- 16 Siege in FIS-Rennen